# Tetragastris panamensis
Tetragastris panamensis är en tvåhjärtbladig växtart som först beskrevs av Engler, och fick sitt nu gällande namn av Carl Ernst Otto Kuntze. Tetragastris panamensis ingår i släktet Tetragastris och familjen Burseraceae. Inga underarter finns listade i Catalogue of Life.